# Thulamela
Thulamela es un municipio local sudafricano situado en el distrito de Vhembe, en la provincia de Limpopo.

## Superficie
Thulamela tiene una superficie de 2642 km².

## Demografía
En 2022, tenía 575 929 habitantes, una densidad poblacional de 218 hab./km², y 142 527 viviendas.